# پیز بادوس
پیز بادوس (به لاتین: Piz Badus) یک کوه در سوئیس است که در کانتون گراوبوندن واقع شده‌است. پیز بادوس ۲٬۹۲۸ متر بالاتر از سطح دریا واقع شده‌است.